# 梗枋
梗枋，是臺灣宜蘭縣頭城鎮的一個傳統地域名稱，位於該鎮中部。相較於今日行政區，其範圍大致包括合興里西南部邊界地帶、更新里不含東部凸出部分的東北半部、外澳里北半部、拔雅里東北部凸出部分。

## 歷史
台灣清治末期，梗枋地區為一街庄，稱為「梗枋庄」，隸屬於頭圍堡。該庄東南臨太平洋，南與港澳庄為鄰，西南與拔雅林庄、福成庄，西北邊為烏山庄，東北邊為大溪庄。
1901年（日治明治三十四年）11月，廢縣廳改設二十廳，該庄隸屬於宜蘭廳，編入第六區。1905年（明治三十八年）7月，第六區改名「港澳區」。1909年（明治四十二年）10月，合併二十廳為十二廳，該庄仍隸屬於宜蘭廳。1920年（大正九年），廢十二廳改設五州二廳，該庄改制為「梗枋」大字，隸屬於臺北州宜蘭郡頭圍庄，大字下有「梗枋」、「石空」小字名。
戰後頭圍庄改制為頭圍鄉，隸屬於臺北縣，大字亦改制為村。1946年9月，頭圍鄉更名為頭城鄉。1948年再改制為頭城鎮，村改制為里。1950年10月，北、基、宜分治，頭城鎮改隸屬於宜蘭縣。

## 聚落

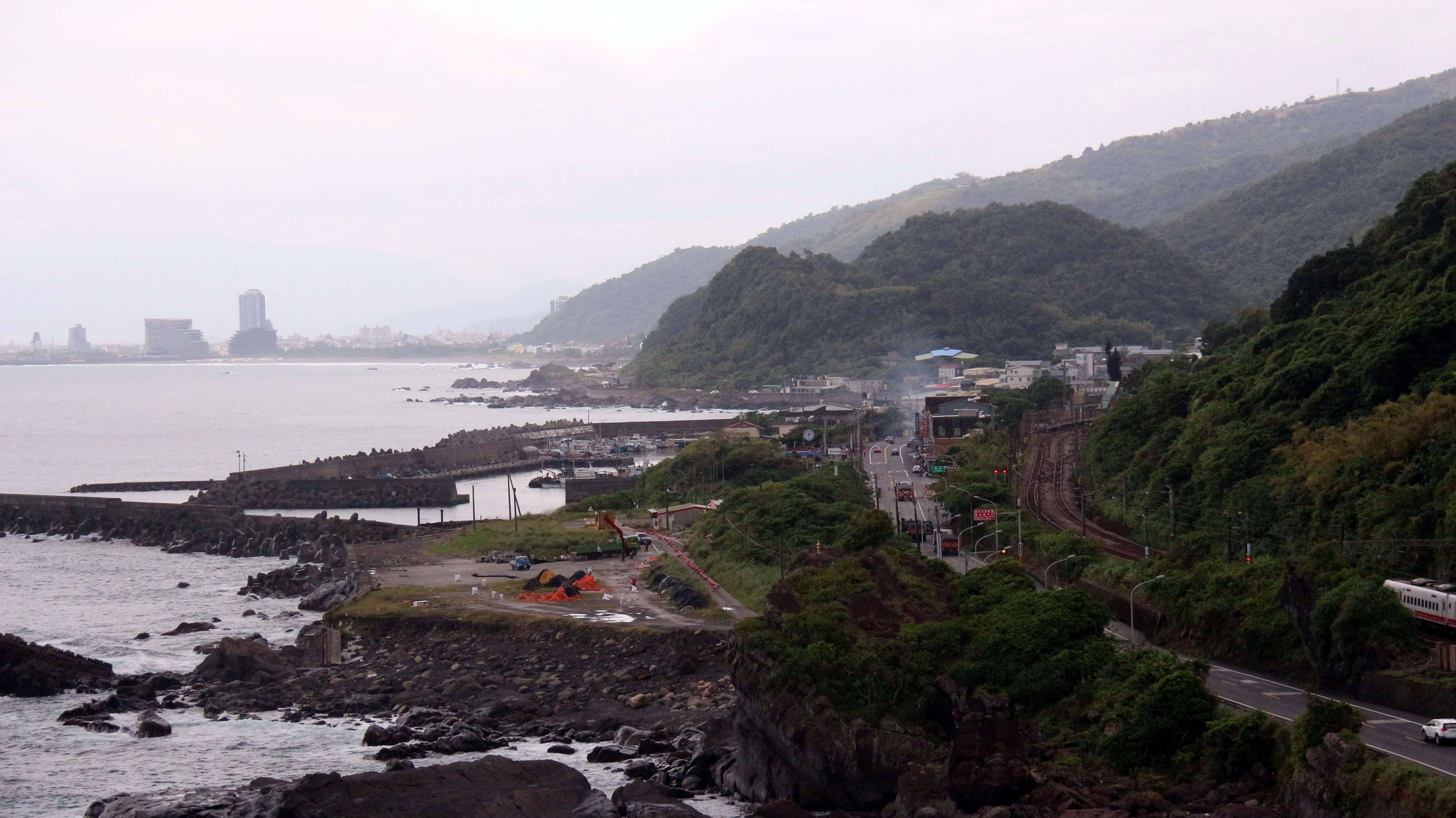
梗枋

本地區發展較早的聚落有梗枋、石空等，在日治期初期的官方地圖上已有記載。此外，本地區尚有北勢坑、牛寮、大園等聚落。

## 交通
台鐵宜蘭線是台灣東北部鐵路幹線，大致以東北—西南走向轉東北東—西南西走向再轉北北東—南南西走向再轉東北—西南走向蜿蜒經過梗枋地區東部沿海地帶及東南部。境內設有龜山車站，屬甲種簡易站，只停靠區間車。由此可前往台鐵沿線各地。
省道台2線是台灣濱海公路系統之一，其中基隆至蘇澳路段又稱為「北部濱海公路」，大致以東北—西南走向蜿蜒經過本地區東南部海岸地帶。由該道路此往東北轉西可前往貢寮、瑞芳、基隆等地，往西南可前往頭城市區、壯圍、五結、蘇澳等地。

## 學校
- 梗枋國小

## 廟宇
- 外澳金斗公廟（陰廟）

## 產業
- 梗枋漁港